# Lorenzo Buenaventura
Lorenzo Buenaventura (Sevilla, 1963) és un preparador físic espanyol, estant actualment al càrrec de la plantilla del FC Bayern de Múnic. Ell i la seva família són seguidors del Betis però la seva prestigiosa carrera sempre ha estat fora d'aquest equip.
En l'actualitat és un dels preparadors físics de més prestigi, per les seves mans han passat infinitat de jugadors internacionals que han vingut per a portar a terme la seva recuperació.

## Trajectòria
Lorenzo Buenaventura va començar la seva carrera al Cadis CF a finals de la dècada dels vuitanta on es va estar diverses temporades per després marxar al Reial Valladolid que va entrenar Víctor Espárrago, més tard va estar a l'Espanyol de Barcelona, l'Atlètic de Madrid i amb la Selecció de futbol de l'Argentina al Mundial de Corea i Japó de l'any 2002. Després va tornar al Cadis amb el qual es va ascendir a Primera Divisió el 2005 amb Víctor Espárrago a la banqueta.
El 2007 Lorenzo va rebre diverses ofertes d'equips destacats com el Manchester United FC o el Reial Madrid, però va preferir quedar-se a Cadis. Una temporada després, va signar un contracte amb el FC Barcelona, on va estar fins a l'estiu del 2012. El 2013 va fitxar pel Bayern de Múnic amb Pep Guardiola.

## Etapa al FCBarcelona
Per tal de dur a terme els seus plans de treball al FC Barcelona va omptar amb tres preparadors físics: Paco Seirul·lo com a primer preparador, Aureli Altimira pel treball de camp i Francesc Cos pel treball de força.
Els seus exercicis se centraven en:
- Treball tacticofísic promovent la intensitat de l'entrenament.
- Preparació física individual i col·lectiva. Amb anàlisi i seguiment acurat de la força, resistència i velocitat dels jugadors.
- Control i gestió de la dieta, descans, suplementació alimentaria, evitar lesions, tecnologies fisiològiques i psicologia.